# Mpungu (Wahlkreis)
Mpungu ist ein Wahlkreis in der Region Kavango-West im Nordosten Namibias. Neben der gleichnamigen Hauptansiedlung Mpungu gehören unter anderem auch die Ansiedlungen Nepara und Katwitwi zum Wahlkreis. Dieser ist fast 8000 km² groß und hat 21.000 Einwohner (Stand 2023).

## Wahlen
| Wahl | Name              | Partei | Stimmenanteil |
| ---- | ----------------- | ------ | ------------- |
| 1992 | Johannes Hambyuka | SWAPO  | 98,1 %        |
| 1998 | Johannes Hambyuka | SWAPO  | 97,7 %        |
| 2004 | David Hamutenya   | SWAPO  | 98,4 %        |
| 2010 | Esra Kakukuru     | SWAPO  | 95,7 %        |
| 2015 | Titus Shiudifonya | SWAPO  | 94,8 %        |
| 2020 | Titus Shiudifonya | SWAPO  | 96,4 %        |